# 神道夢想流杖術
神道夢想流杖術，日本杖術流派，由江戶時代初期的武術家夢想權之助所創。是古流杖術中最普及的，一開始此流派並不被稱爲神道夢想流，一說是叫真道夢想流或者新當夢想流，由白石范次郎先生整合爲現代的神道夢想流，並由白石范次郎先生的弟子清水隆次先生推廣到全日本劍道聯盟中，成爲現代杖道。

## 歷史
神道夢想流的始祖夢想權之助，師承神道（霞）流劍術的真壁久幹，相傳他在一次試合中敗給了宮本武藏的妙技十字留，於是他便回家苦心鑽研武術，終於在一天在神社中冥想時得到一神仙童子的“以圓木知歲月”的引導，創立了神道夢想流杖術。他結合了松本備前守鹿島神流的技術，並在第二次對決中擊敗宮本武藏。